# Eleonore Heerwart
Eleonore Heerwart (* 24. Februar 1835 in Eisenach; † 19. Dezember 1911 ebenda) war eine Kindergärtnerin, Pädagogin und Schriftstellerin, die sich insbesondere für Friedrich Fröbel, seine Pädagogik sowie Idee des Kindergartens einsetzte.

## Biografie und pädagogisches Wirken

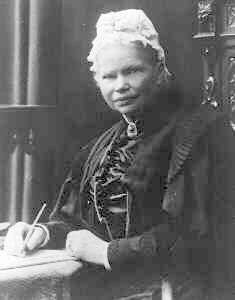
Eleonore Heerwart (Altersbild)

Mit 18 Jahren ging sie an die von Friedrich Fröbel in Keilhau bei Rudolstadt gegründete Erziehungs- und Bildungsanstalt, um sich dort zur Kindergärtnerin ausbilden zu lassen. Dies war seinerzeit für ein junges Mädchen ihres Standes nicht üblich. Diesbezüglich konstatierte sie in ihrer Autobiographie: „In Eisenach waren alle, die mich kannten, über meinen Entschluß erstaunt; es war noch nicht vorgekommen, daß ein junges Mädchen einen Beruf ergriff – ich war die erste, die für diesen Zweck die Heimat verließ und den Weg für viele andere bahnte“. Neben Louise Fröbel, der Witwe Friedrich Fröbels, war es vor allem Wilhelm Middendorff, der die Schülerin in die Fröbel-Pädagogik einführte und ihr Fröbelverständnis prägte.
Nach ihrer Kindergärtnerinnenausbildung war Heerwart sechs Jahre Hauslehrerin/Erzieherin auf Gut Storckau a.d. Elbe/Altmark sowie auf dem benachbarten Rittergut Billberge. Mit besonderer Energie verfolgte sie den Plan, die thüringischen Kindergärtnerinnen zu einer Vereinigung zusammenzuschließen, aus der schließlich 1868 der Deutsche Fröbel-Verband hervorging. Dieser existiert noch heute als Pestalozzi-Fröbel-Verband. Ferner war sie aktiv an der Gründung einer Fachzeitschrift mit dem Titel Kinder-Garten und Elementar-Klasse beteiligt. Das Fachperiodikum (welches im Laufe der Jahrzehnte öfter ihren Namen wechselte) erschien erstmals 1860.
Im April 1861 ging Heerwart nach Großbritannien/Irland. Dort wirkte sie 22 Jahre im Dienste Fröbels, zuerst als Kindergartenleiterin, dann als Schulleiterin einer Ausbildungsstätte für Kindergärtnerinnen und Lehrerinnen, zuerst in Manchester, dann in Dublin und schließlich viele Jahre in London (im Stockwell-College). In letztgenannter Stadt war sie entscheidend an der Gründung der Froebel-Society beteiligt. Bemerkenswert sind ihre vielen Publikationen in englischer Sprache, die zur Verbreitung und Etablierung der Fröbel-Pädagogik in Großbritannien einen enorm wichtigen Beitrag leisteten.
Ende des Jahres 1883 übersiedelte Heerwart nach (heute Bad) Blankenburg und 1889 nach Eisenach. Bis zum Jahre 1898 reiste sie einmal im Jahr nach London, um dort das Kindergärtnerinnen-Examen zu leiten. In den Jahren bis zu ihrem Tod entwickelte sie eine enorme Schaffenskraft. Heerwart gründete und leitete u. a. den Allgemeinen Deutschen Kindergärtnerinnen-Verein (1892), redigierte dessen Verbandszeitschrift, die Berichte, setzte sich für die Rettung Fröbels Geburtshaus in Oberweißbach (das abgerissen werden sollte) sowie für die Errichtung eines Fröbel-Gedenkzimmers ein, gab die Blätter aus Blankenburg heraus und war rege schriftstellerisch tätig, in deutscher wie englischer Sprache. Zudem gründete sie in Eisenach ein Museum, um das Andenken an Friedrich Fröbel zu bewahren. Sie unterrichtete Kindergartenpädagogik im neuerrichteten Kindergärtnerinnen-Seminar am Diakonissenmutterhaus Eisenach. 
Ihre zweibändige Autobiografie Fünfzig Jahre im Dienste Fröbels vermittelt einen historisch anschaulichen Einblick in 50 Jahre Geschichte der deutschen und englischen Fröbelbewegung Mitte des 19. bis Anfang des 20. Jahrhunderts.

## Nachleben
Das Friedrich-Fröbel-Museum in Bad Blankenburg und das Ida-Seele-Archiv in Dillingen an der Donau bewahren neben dem persönlichen Nachlass von Eleonore Heerwart auch mehrere Publikationen, Fotos, Briefe u. a. Dokumente von und über die Fröbelpädagogin. Anlässlich ihres 100. Todestages organisierte das Ida-Seele-Archiv eine Ausstellung, die in mehreren Fachakademien/Fach(hoch)schulen für Sozialpädagogik präsentiert wurde.

## Werke (Auswahl)
- Explanation of the Kindergarten System. London 1871.
- Music for the Kindergarten. London 1877.
- The Kindergarten-System. Edinburgh 1883.
- Wegweiser für Mütter und Erzieherinnen bei der Anschaffung und Verwendung von Fröbelschen Spielgaben und Beschäftigungsmitteln. Berlin 1897.
- Einführung in die Theorie und Praxis des Kindergartens. Leipzig 1901.
- Die Mutter als Kindergärtnerin. Leipzig 1904.
- Fünfzig Jahre im Dienste Fröbels. Band I: Bis zum Jahre 1895. Eisenach 1906.
- Fünfzig Jahre im Dienste Fröbels. Band II: Von 1896 bis 1906. Eisenach 1906.